# Helix oestreichi
Helix oestreichi is een slakkensoort uit de familie van de Helicidae. De wetenschappelijke naam van de soort is voor het eerst geldig gepubliceerd in 1902 door Kobelt.